# Lalo Aguilar
Gonzalo Aguilar López (Madrid, 11 de junio de 2002) es un futbolista español que juega como defensa en el Albacete Balompié de la Segunda División de España.

## Trayectoria
Nacido en Madrid, se unió al fútbol base del C. D. Leganés en 2013 procedente del Atlético de Madrid, debutando con el segundo filial del club el 17 de noviembre de 2019 al partir como titular en una derrota por 3-0 frente al C. D. Los Yébenes San Bruno "B" en la Primera Categoría de Aficionados de la Comunidad de Madrid.[cita requerida]
Ascendió al filial para la Segunda División RFEF 2021-22 y el 23 de julio de 2022 renovó su contrato con el club hasta 2024.
Logró debutar con el primer equipo el 12 de noviembre de 2022 al partir como titular en un empate por 0-0 (derrota por 6-5 en penaltis) frente a la S. D. Gernika Club en la Copa del Rey. Su debut profesional llegó el siguiente 27 de marzo al entrar como suplente en la segunda mitad de una derrota por 2-0 frente al Málaga C. F. en la Segunda División.
En la temporada 2023-24 marcó su primer gol con el C. D. Leganés y la terminó jugando en Primera Federación con el Atlético de Madrid "B". La siguiente campaña también fue cedido, siendo el Albacete Balompié su destino.

## Clubes
Actualizado al último partido disputado el 14 de mayo de 2023.
| Club                            | País   | Año       | Partidos | Goles |
| ------------------------------- | ------ | --------- | -------- | ----- |
| C. D. Leganés "C"               | España | 2019-2020 | 2        | 0     |
| C. D. Leganés "B"               | España | 2021-2023 | 30       | 0     |
| C. D. Leganés                   | España | 2022-act. | 8        | 1     |
| Atlético de Madrid "B" (cedido) | España | 2024      | 12       | 0     |
| Albacete Balompié (cedido)      | España | 2024-act. |          |       |